# Federico Berenguer y Fusté
Federico Berenguer y Fusté   (Remedios, 15 d'octubre de 1877 - Sant Sebastià, febrer 1947) fou un militar espanyol, germà del també militar i polític Dámaso Berenguer y Fusté. Era fill del coronel d'infanteria Dámaso Berenguer Benimeli, originari de Callosa d'en Sarrià.
Estudià a l'Acadèmia d'Infanteria de Toledo, i la seva carrera va seguir paral·lela a la dels seus germans Dámaso i Fernando. Després de lluitar a la guerra hispano-estatunidenca (1898), en tornar a la Península va participar en totes les campanyes militars fetes al futur Protectorat espanyol al Marroc (guerra de Melilla, desembarcament de Larraix, guerra del Rif). En 1915 assolí el grau de tinent coronel i va lluitar amb el regiment de Regulars Larache n.4 a Amerzan, Wad-Ras i Anyera, i posteriorment arribaria a general de brigada.
En 1923 va formar part del Cuadrilátero, grup conspiratiu a favor d'un cop d'estat militar amb els generals Cavalcanti, Leopoldo Saro Marín i Antonio Dabán Vallejo que va facilitar la proclamació de la dictadura de Primo de Rivera, formant part de la Junta Militar de Primo de Rivera el 15 de setembre de 1923. En 1926 fou nomenat comandant general de Ceuta i el 1927 fou promogut a tinent general, de manera que fou nomenat capità general de la VII Regió Militar. En 1930, quan el seu germà fou nomenat President del Consell de Ministres, va ser designat capità general de la I Regió Militar (Madrid)